# Кастр Жиронд
Кастр Жиронд (фр. Castres-Gironde) насеље је и општина у југозападној Француској у региону Аквитанија, у департману Жиронда која припада префектури Бордо.
По подацима из 2005. године у општини је живело 1800 становника, а густина насељености је износила 258 становника/km². Општина се простире на површини од 6,97 km². Налази се на средњој надморској висини од 20 метара (максималној 32 m, а минималној 3 m).

## Демографија
| 1962. | 1968. | 1975. | 1982. | 1990. | 1999. | 2011. |
| ----- | ----- | ----- | ----- | ----- | ----- | ----- |
| 784   | 904   | 1.074 | 1.211 | 1.349 | 1.512 | 2.171 |

График промене броја становника у току последњих година